# Lázár Lovász
Lázár Lovász (ur. 24 maja 1942 w Țibeni na terenie Rumunii, zm. 17 kwietnia 2023 w Peczu) – węgierski lekkoatleta, który specjalizował się w rzucie młotem.
W roku 1968 startował w igrzyskach olimpijskich, podczas których wywalczył brązowy medal. Uzyskał wówczas wynik 69,78 i ustanowił swój rekord życiowy. W roku 1966 oraz 1969 zajmował szóstą lokatę podczas mistrzostw Europy.